# 塩尾寺 (宝塚市)
塩尾寺(えんぺいじ)は、兵庫県宝塚市にある浄土宗の寺院。山号は潮泉山 (ちょうせんざん)。

## 歴史
塩尾寺の建立は約1400年前と古く、中山寺、小林寺、平林寺、円国寺、金龍寺などと共に摂津国武庫七大寺の一つとして伝えられている。十一面観音菩薩がまつられていたと古い書物に記されている。言い伝えによれば、寺の成り立ちには以下のような経緯がある。室町幕府の将軍が第12代の足利義晴であった時、周辺に暮らしていたある一人の貧しい老女は腫れ物で苦しんでいた。老女は月々に中山寺に参詣し、懸命に信仰し続けていたが、ある晩彼女の夢の中に僧侶が現れ、「武庫川の大柳の下 (現在の宝塚温泉近辺) に湧く霊泉で湯浴みを行えば、貴方の病は癒える」と告げて消えた。その通りに霊泉を湯として体を洗ったところ、ほどなくして腫れ物は治った。この老女の頼みにより、大柳で「柳の観音」「塩出観音」と呼ばれる観音像がこしらえられ、建立された寺が後の塩尾寺である。

## 所在地
〒665-0007 兵庫県宝塚市伊予志武庫山756
宝塚駅 徒歩約30分

## 備考
- 塩尾寺は六甲全山縦走の最終チェックポイントとなっている。